# 8313 Christiansen
8313 Christiansen este un asteroid din centura principală de asteroizi.

## Descriere
8313 Christiansen este un asteroid din centura principală de asteroizi. A fost descoperit pe 19 decembrie 1996 la Xinglong în cadrul programului Beijing Schmidt CCD Asteroid Program. Asteroidul prezintă o orbită caracterizată de o semiaxă mare de 2,61 ua, o excentricitate de 0,17 și o înclinație de 14,7° în raport cu ecliptica.